# Joaquim Badia i Andreu
Joaquim Badia i Andreu fou un empresari i polític català, diputat a les Corts Espanyoles durant la restauració borbònica.
Era un fabricant tèxtil de Torelló membre del sector oficialista del Partit Conservador, dirigit per Manuel Planas i Casals, que fou elegit diputat a les eleccions generals espanyoles de 1896 pel districte de Vic.